# Кокрэлл-Ферре, Карина
Кари́на Кокрэ́лл-Ферре - британский преподаватель, публицист, прозаик.

## Биография
Карина Кокрэлл-Ферре (род. 1963) — британский преподаватель, публицист прозаик. По первому образованию — филолог, по второму — преподаватель информатики (постдипломная квалификация Гринвичского университета, Лондон). Родилась в Воронеже, росла и окончила школу в Батуми. Детство определили морские путешествия с отцом, капитаном дальнего плавания и влияние мамы — человека, влюбленного в музыку и литературу.  
В 1980-х Карина преподаёт русский язык и литературу, учится в аспирантуре, пишет кандидатскую диссертацию по философской этике («Проблема этического выбора в «Легенде о Великом Инквизиторе», «Братья Карамазовы», Достоевского) —не окончена.  
В 1991 г., после долгого романа в письмах, Карина встречается в Лондоне с Брэттом Кокрэллом, который оказывается сыном голливудского актера 1960-х Гарри Кокрэлла (“Corridor People”, «Вестсайдская история», «Лолита» Стэнли Кубрика и т.д—. https://www.imdb.com/name/nm0168324/).  
Вся дальнейшая судьба Карины Кокрэлл-Ферре связана с Англией.  
В 2009-2011 гг. в Санкт-Петербурге издается двухтомник ее исторических новелл по мотивам переломных событий европейской истории — от Троянской войны до открытия Америки.  
В 2024 году ее рассказ «Отмыть от смерти», из сборника прозы «Я всех спасла тогда», был удостоен канадской литературной премии имени Хемингуэя (журнала «Новый Свет», Канада).  
В 2022 г. В Киеве увидел свет первый роман Карины «Луша». Роман повествует о британской семье, отправившейся в 1934 году строить социализм в СССР.  Книга писалась более семи лет и завоевала признание читателей во многих странах. Роман «Луша» стал бестселлером, готовятся украинский перевод, в 2025 году вошёл  в шорт-лист швейцарской премии «Дар»: Премия «Дар» 2025.
В течение последних тридцати с лишним лет, Карина, воспитавшая с мужем двух дочерей, получившая несколько дополнительных образований и квалификаций, преподавала и занималась литературным трудом в разных уголках Англии. Ее произведения считаются примером интеллектуального триллера. В настоящее время она работает над новым романом «В ожидании кораблей» (продолжение бестселлера «Луша») и биографической новеллой о Леонардо да Винчи.
Занималась переводами, преподаванием, публицистикой и беллетристикой. В настоящее время помимо работы и литературы помогает беженцам.

## Произведения
- Карина Кокрэлл. Легенды мировой истории. — АСТ, 2010. — 576 с. — ISBN 978-5-17-066149-7.
- Карина Кокрэлл. Мировая история в легендах и мифах. — Астрель, 2012. — 640 с. — ISBN 978-5-271-42878-4.
- Карина Кокрэлл-Ферре. [https://magazines.gorky.media/vestnik/2021/57/ona-shla-tak-slovno-stupala-v-vechnost.html «Она шла так, словно ступала в вечность» История жизни принцессы Алисы, матери принца Филиппа, скончавшегося в 2021

году] // Вестник Европы. — 2021. — № 57.
- Карина Кокрэлл-Ферре. Отмыть от смерти // Новый свет : Литературно-художественный журнал. — 2023. — Т. 1, № 39. — ISSN 2292-7484. Премия имени Эрнеста Хемингуэя за 2023 год[6][7].
- Карина Кокрэлл-Ферре. Луша («Самое время!»). — Время, 2023. — 532 с.
- Карина Кокрэлл-Ферре. Луша. — 2-е. — М.: Время, 2023. — 427 с. — ISBN 978-5-9691-2425-7.
- Карина Кокрэлл-Ферре. Луша. — 1-e. — Київ: Друкарський двір Олега Федорова, 2022. — 400 с. — ISBN 978-617-8082-19-2. Вошла в шорт-лист  Премия «Дар» 2025 [2]
- Карина Кокрэлл-Ферре. Я всех спасла тогда. — Київ: Друкарський двір Олега Федорова, 2024. — 815 с.